# Іван Монтана
Іван Монтана (хорв. Ivan Montana, нар. 1906, Спліт — пом. 1930) —  югославський футболіст, що грав на позиції захисника. Дворазовий чемпіон Югославії.

## Життєпис
Дебютував у офіційному матчі в складі «Хайдука» 13 березня 1927  року у матчі чемпіонату Спліта проти «Аматера» (4:0). Виступав у команді до 1930 року. Багаторазовий чемпіон футбольної асоціації Спліта. 
В 1927 році здобув з командою перший титул чемпіона Югославії. В короткотривалому турнірі для шести учасників «Хайдук» на два очки випередив белградський БСК. Монтана змінив в основі клубу Янко Родіна, що перейшов якраз у БСК, і зіграв у всіх п'яти матчах змагань. Ще одну перемогу у чемпіонаті здобув у першості 1929 року. Незважаючи на повернення Родіна, Монтана знову грав у основі, бо команду залишив Лоренцо Гаццарі.
Загалом у складі «Хайдука» зіграв у 1927–1929  роках 73 матчі і забив 3 м'ячі. Серед них 13 у чемпіонаті Югославії, 7 матчів у чемпіонаті Спліта,  53 матчі і 3 голи у інших турнірах і товариських іграх. 
Помер у 1930 році від тифу.

## Трофеї і досягнення
- Чемпіон Югославії: 1927, 1929
- Чемпіон футбольної асоціації Спліта[3]: 1927 (в), 1927 (о), 1928 (о), 1929 (в), 1929 (о)